# 牛皮杜鹃
牛皮杜鹃（学名：Rhododendron aureum）为杜鹃花科杜鹃花属下的一种常绿矮小灌木。

## 扩展阅读
- 維基物種上的相關：牛皮杜鹃